# Fosfatyna
Fosfatyna – witaminowo-mineralna odżywka spożywcza na bazie owoców przeznaczona dla dzieci oraz rekonwalescentów. Produkowana była do pierwszej połowy XX wieku.